# Брат 3
«Брат 3» (стилизовано как «БраТТТ») — художественный криминальный фильм российского режиссёра Валерия Переверзева с братьями Торсуевыми, Давидом Нуриевым и Эриком Робертсом в главных ролях. Премьера фильма несколько раз откладывалась, но в итоге он вышел в прокат 1 февраля 2024 года. Несмотря на название, картина никак не связана с фильмами Алексея Балабанова «Брат» и «Брат 2».
«Брат 3» получил в основном отрицательные оценки критиков из-за сумбура и бессюжетности, но некоторые авторы высоко оценили его как абсурдный акционизм. В прокате фильм собрал всего полмиллиона рублей, не окупив и 1 % бюджета. Несмотря на этот провал, режиссёр пообещал снять «Брата 4», который станет фильмом ужасов.

## Сюжет
Картина представляет собой набор короткометражных новелл, связанных общей идеей. Действие происходит в начале XXI века в российском городе Тамбове. Сюжет не связан с культовыми картинами Алексея Балабанова «Брат» и «Брат 2». Герои ленты — генеральская дочь, влюблённая в уличного художника, члены преступной группировки, которую возглавляет брат-близнец генерала, двое грабителей-неудачников. По словам создателей картины, это несколько киноновелл, на первый взгляд разрозненных, которые с определённого момента объединяет одна история.

## В ролях
- Александра Вознесенская — Катя, дочь генерала
- Василий Карпенко — вор
- Юрий Торсуев — генерал
- Владимир Торсуев — брат генерала
- Андрей Петелин — Андрей, художник
- Наталья Репина — Любовь
- Александр Эдигер — Смерть
- Оливье Сиу — брат вора
- Давид Нуриев — молодой бандит
- Эрик Робертс — «совесть нации»
- Андрей Ершов — «совесть нации»
- Юлия Переверзева — Алла Леонидовна, любовница генерала
- Костас Мэндилор — случайный прохожий
- Ольга Шорохова — голос за кадром
- Валерий Переверзев — цыганский барон
- Ирина Семиреченская — мать художника
- Владимир Андросов — брат художника
- Ирина Рудоминская — сестра матери художника
- Артур Руденко — Ромка
- Инна Санчай — Ксения
- Вера Чернявская — Вера из будущего
- Александр Донской[7]
- Антон Зацепин
- Павел Бессонов
- Дмитрий Сафронов
- Таисия Кузнецова
- Любовь Рубцова
- Андрей Лабзо
- Михаил Захаров
- Вячеслав Князев

## Создание и релиз
В 2019 году в СМИ появлялась информация о том, что шоумен Стас Барецкий намерен снять фильм под названием «Брат 3» с Дианой Шурыгиной в одной из главных ролей. Это должно было быть продолжение картин Алексея Балабанова. Барецкий, по его словам, вёл переговоры с рядом известных артистов, а его пиар-директор Вадим Горжанкин рассказал, что роли в картине будут продаваться. Главные роли были оценены в суммы от 5 миллионов рублей, эпизодические — от 500 тысяч. Планы Барецкого вызвали возмущение у поклонников «Брата» и «Брата 2»; звучали даже требования запретить съёмки. В конце концов идея Барецкого осталась нереализованной.
В конце 2020 года началась работа над новым проектом под тем же названием. Режиссёром стал Валерий Переверзев, сценарий написал он же совместно со своей женой Юлией Переверзевой. Главную роль получил Василий Карпенко (изображён на постере), снимавшийся до этого в сериалах «Кухня», «Зулейха открывает глаза» и «СашаТаня», а также в рекламе Toyota Camry. Главную женскую роль сыграла дебютантка из Тамбова Александра Вознесенская (изображена на международном постере). Роли злодеев получили близнецы Владимир и Юрий Торсуев, известные благодаря советской кинокартине «Приключения Электроника». К проекту присоединились рэпер Птаха, сын Никаса Сафронова Дмитрий и другие актёры. Съёмки начались в Тамбове весной 2021 года. Бюджет проекта должен был составить не меньше 60 миллионов рублей, премьеру изначально запланировали на 2023 год. 11 июня 2021 года появился первый тизер фильма. В ходе производства бюджет увеличился до 150 миллионов рублей.
Американский актёр Эрик Робертс сыграл в картине тамбовского полицейского.
Изначально существовал сценарий под названием «Тамбов» со своей оригинальной концепцией, не связанной с дилогией Балабанова «Брат». Валерий Переверзев рассказал о замысле своему знакомому инвестору, который после успеха его короткометражки «Варвара» предложил профинансировать полнометражный дебют при условии, что фильм будет носить громкое название — например, «Брат 3». Инвестор готов был вложить половину от заявленного бюджета (60 миллионов рублей), что позволило бы привлечь оставшиеся средства. Один из знакомых режиссёра (вероятно, Стас Барецкий) предложил своё участие в проекте, но вскоре объявил, что снимет «Брата 3», при этом Переверзева не упомянул. Инвестор, узнав о скандале, решил отказаться от проекта «с фриками» и отозвал финансирование, из-за чего фильм пришлось временно «похоронить». Спустя год Переверзев случайно снова столкнулся с Барецким, и тот по телефону извинился за свои действия. Позже инвестор неожиданно связался с Переверзевым и предложил вернуть финансирование. Чтобы избежать повторных проблем, режиссёр прежде, чем принять средства, получил Удостоверение национального фильма от Министерства культуры РФ и патент на использование названия «Брат 3» в России и за рубежом, на что ушло около полугода. После юридической подготовки и подтверждения инвестиций фильм начали снимать.
Премьера картины изначально ожидалась 23 ноября 2023 года. Однако к этой дате прокатное удостоверение выдано не было, и релиз пришлось отложить. «Называется он вообще-то „Брат III“ (стремление режиссера соединить на постере римскую тройку и букву „т“ привело к недоразумению при выдаче прокатки: в документах фильм называется „Брат 3“, в титрах — фактически „Брат ТТТ“; сейчас разночтения устраняются, и фильм, скорее всего, благополучно выйдет в кино», — сообщил обозреватель Кинопоиска Тимур Алиев.
В декабре 2023 года стало известно, что недочеты в документации устранены. «Брат 3» вышел в прокат 1 февраля 2024 года. Светская премьера состоялась 29 января в московском кинотеатре «Каро 11 Октябрь».
Каннский кинорынок
Фильм был принят к участию в Каннском кинорынке, который является частью Каннского фестиваля, где должен был демонстрироваться под названием The Brattt. Показ должен был состояться 22 мая 2024 года в рамках деловой программы при поддержке партнёров из Индии и Китая, где к тому времени уже были подписаны контракты на дистрибьюцию. Международным дистрибьютором картины стала индийская Jai Viratra Entertainment Limited. Кинокритик и главный редактор журнала «Сеанс» Василий Степанов заявил, что поездка «Брата 3» в Канны — это вполне обычная ситуация. «Очевидно, правообладатели фильма будут предлагать его прокатчикам. В этом суть работы кинорынка», — рассказал он в разговоре с «Постньюс».
После анонса украинский журналист-расследователь проекта Радио «Свобода» «Схемы» Георгий Шабаев на своей странице в Facebook призвал кинорынок и Министерство иностранных дел Украины вмешаться и не допустить показа фильма. На следующий день администрация кинорынка ответила на комментарии украинских активистов в аккаунте кинорынка в Instagram, что впервые слышит об этом фильме и предупредила, что комментарии будут стёрты в течение 24 часов; украинские СМИ поспешили распространить информацию о том, что фильм и не должен был участвовать в мероприятии. Показ был отменён, но фильм свободно рекламировался на кинорынке на стенде компании-дистрибьютора, о чём рассказала на своей странице в Instagram индийская актриса Харшада Патил.
Позже Валерий Переверзев рассказал на пресс-конференции в Каннах, что была пройдена полная процедура регистрации, были определены дата и зал для киносеанса, но руководство кинорынка передумало после анонса: «Сначала они ссылались на политическую ситуацию, которая не позволяет им показывать русских актеров и режиссеров, а затем сказали, что наш индийский дистрибьютор недостаточно известен». Обжаловать отмену режиссёр отказался.
Переверзев появлялся на красной дорожке фестиваля с кинокамерой, на которую снял фильм, и с кинохлопушкой.

## Оценки
Фильм получил в основном отрицательные отзывы критиков. Многие отмечали его бессвязность, бессюжетность, абсурдность, но некоторые предпочитали рассматривать «Брата 3» не как кино, а как провокацию. О нём писали: «Понять это кино сложно. Пропустить через себя — местами откровенно невыносимо» (РБК Daily), «невыносимое, утомительнейшее, унылое до невозможности зрелище» («КиноРепортёр»), «бредни человека, засыпающего с температурой под 40» («Кибер»), «не кино в традиционном понимании, скорее нарезка сюжетов, символов и звуков» (Фильм.ру), «самовыражение художника, склонного к провокативному искусству — в общем, что угодно, только не кино» («Аргументы и факты»). Среди немногих, кто защищал фильм, были авторы «Афиши» и «Коммерсанта», которые предпочли оценивать «Брат 3» не как фильм, а как визуальный перформанс: «Это не нарративное кино, а постмодернистское видеоэссе, музыкальный клип, акционизм»; «по-своему свежий пример подхода к аудиовизуальному контенту и его продвижению как к приколу».
Сценарий картины был признан лучшим на XI Российском международном кинофестивале остросюжетного кино и хоррор фильмов «Капля».
Журнал «Сеанс» включил фильм в свой «синефильский» топ-10 фильмов 2023 года. Обозреватель этого издания Евгений Майзель писал: «То, что „Брат 3“ пролетел мимо радаров большинства кинокритиков (за единичными исключениями), говорит только о положении дел в кинокритике. Откровенный чужак в индустрии, он заведомо интереснее большинства „своих“».
Задолго до выхода «Брат 3» получал негативные отзывы зрителей. Первый тизер фильма (в нём рэпер Птаха задаёт вооружённому мужчине с бородой вопрос: «Скажи мне, цыган, в чём правда?» и получает ответ «В силе») имел широкий резонанс: в нём увидели неуважение к памяти Алексея Балабанова и Сергея Бодрова-младшего. В прокате фильм собрал всего полмиллиона рублей, не окупив и 1 % бюджета.
Исполнитель одной из главных ролей в дилогии Балабанова Виктор Сухоруков заявил, что попытки выпуска новых частей фильма — это «пошлый, циничный и банальный уровень по отношению к зрителю».

## Продолжение
17 февраля 2024 года был анонсирован кастинг актёров для полнометражного художественного фильма «Брат 4», который должен стать продолжением «Брата 3». Съёмки пройдут в одном из российских городов и у подножия Фудзиямы в Японии. Режиссёром снова станет Валерий Переверзев, жанр будущей картины — хоррор.